# 儒林路站
儒林路站为成都地铁10号线的车站，位于中国四川省成都市新津区五津街道迎宾大道与儒林路路口，于2019年12月27日启用。

## 车站结构

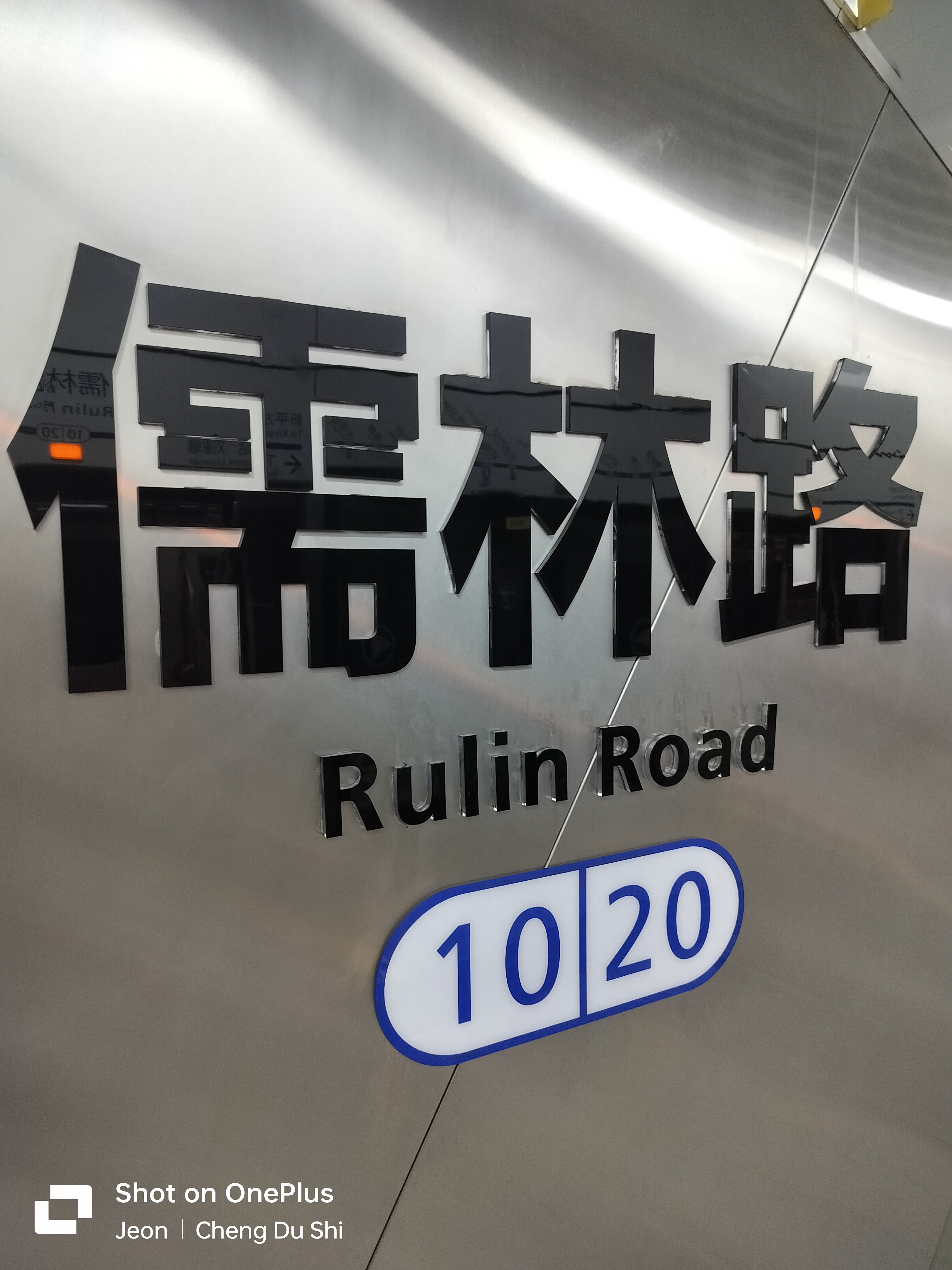
英翻改名后大字壁
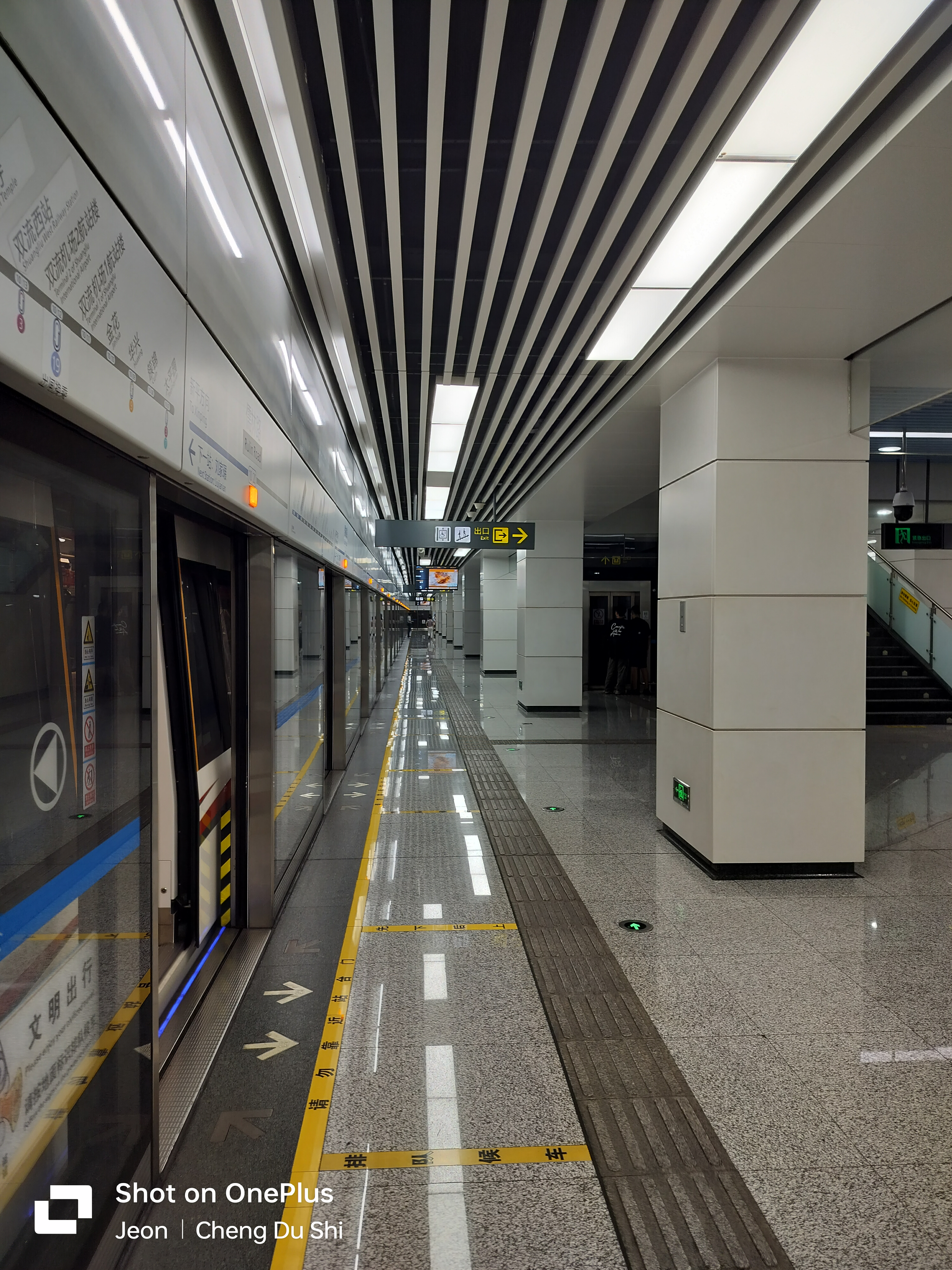
站台

本站为地下岛式站台车站。
| 地面                                    | ·    | 出口B–D |
| 地下一层                                | 站厅 | 自助购票 客服中心 |
| 地下二层                                | 站台 | \| \| \| 10号线往太平园（五津） \| \| 島式 · 開左邊车门 · 无障碍卫生间 哺乳室 \| \| \| \| \| \| 10号线往新平（刘家碾） \| |
|                                         |      | 10号线往太平园（五津） |
| 島式 · 開左邊车门 · 无障碍卫生间 哺乳室 |      | |
|                                         |      | 10号线往新平（刘家碾） |

- 英翻改名后大字壁
- 站台

## 出入口
本站目前开放4个出入口。
|              |                         |                              |      |
| 编号         | 设施                    | 指示                         | 照片 |
|              |                         | 迎宾大道、儒林路、黄鹤大道   |      |
| 出口 · C · 1 |                         | 迎宾大道                     |      |
| 出口 · C · 2 |                         | 迎宾大道、五津西路、武阳西路 |      |
| 出口 · D     | 无障碍电梯 无障碍卫生间 | 迎宾大道、惠安路             |      |

## 公交换乘
- 地铁儒林路站：4、5、五津1路

## 历史
- 2019年12月27日，车站启用；
- 2023年7月，本站英文名由Rulinlu改为Rulin Road。